# 源光 (公卿)
源 光（みなもと の ひかる、承和12年〈845年〉 - 延喜13年〈913年〉）は、平安時代前期の公卿。仁明天皇の皇子（第三源氏）。官位は正二位・右大臣、贈正一位。西三条右大臣を号す。

## 経歴
第一親等の皇族ながら、多くの兄弟と共に源姓を賜って臣籍降下する。貞観2年（860年）従四位上に直叙され、翌貞観3年（861年）次侍従に任ぜられる。のち、美作守・相模権守・讃岐権守と地方官を歴任。貞観18年（876年）正四位下・左兵衛督に叙任され、相模権守・播磨権守と引き続き地方官を兼帯した。
元慶8年（884年）光孝天皇の即位後参議に任ぜられ公卿に列す。宇多朝に入り、寛平3年（891年）従三位・中納言、寛平9年（897年）権大納言と昇進する。
醍醐朝において、昌泰2年（899年）大納言に昇進するが、昌泰4年（901年）に発生した昌泰の変においては、藤原時平と結託し菅原道真を失脚させた張本人の一人とされ、道真の後任として正三位・右大臣に叙任、邸宅の場所に因んで西三條右大臣と称された。のち、東宮傅・右近衛大将を兼帯し、延喜3年（903年）従二位に叙せられる。延喜9年（909年）左大臣・藤原時平の薨去に伴い、太政官の首班を占めて左近衛大将を兼ね、翌延喜10年（910年）には正二位の高位に昇った。
延喜13年（913年）3月12日に鷹狩に出るが、不意に塹壕の泥沼の中に転落して溺死。遺体が上がらなかったことから、世人はこれを道真の怨霊の仕業として畏れ慄いたと伝わる。享年69。最終官位は右大臣兼左近衛大将正二位。死後、正一位を追贈。なお、後任の右大臣には彼や時平とは違い、道真に好意を持っていた藤原忠平が就任した。

## 官歴
注記のないものは『日本三代実録』による。
- 貞観2年（860年） 11月16日：従四位上（直叙）
- 貞観3年（861年） 5月14日：次侍従
- 貞観7年（865年） 正月27日：美作守
- 貞観8年（866年） 3月2日：見散位
- 貞観14年（872年） 2月29日：相模権守[1]
- 貞観15年（873年） 2月22日：讃岐権守[1]
- 貞観18年（876年） 正月7日：正四位下[1]。正月14日：左兵衛督[1]
- 元慶5年（881年） 2月15日：兼相模守[1]
- 元慶6年（882年） 2月2日：播磨権守[1]
- 元慶8年（884年） 4月1日：参議、左兵衛督播磨権守如元
- 仁和3年（887年） 正月19日：丁母憂去職。3月29日：本官起之
- 仁和4年（888年） 3月7日：兼相模権守[1]
- 仁和5年（889年） 正月16日：兼備中権守[1]
- 寛平3年（891年） 3月19日：従三位、中納言（超2人）[1]
- 寛平4年（892年） 2月21日：兼民部卿[1]
- 寛平5年（893年） 2月22日：兼右衛門督、止民部卿[1]。3月6日：検非違使別当[1]
- 寛平9年（897年） 6月19日：権大納言、兼按察使[1]
- 昌泰2年（899年） 2月14日：大納言[1]
- 昌泰4年（901年） 正月7日：正三位[1]。正月25日：右大臣[1]
- 延喜3年（903年） 正月7日：従二位[1]
- 延喜4年（904年） 2月10日：兼東宮傅[1]
- 延喜6年（906年） 8月25日：兼右近衛大将[1]
- 延喜9年（909年） 4月22日：兼左近衛大将[1]
- 延喜10年（910年） 正月7日：正二位[1]
- 延喜13年（913年） 3月12日：薨去（右大臣兼左近衛大将正二位）[1]。3月18日：贈正一位[1]

## 系譜
『尊卑分脈』による。
- 父：仁明天皇
- 母：百済王豊俊の娘[2]
- 妻：不詳
- 生母不明の子女
  - 男子：源静
  - 男子：源浄
  - 男子：源興
  - 男子：源賢

光やその兄弟を祖とする源氏の一群は、後世において仁明源氏と称された。光の孫の敦は源満仲の女婿となり、嵯峨源氏の源綱（渡辺綱）を養子としたことで知られる。またその後に出た源年は、立石盛国の姉妹と結婚し、間に儲けた盛行も立石氏を名乗る事となった。彼から4代目の子孫が法然である。

## 関連作品
- 時平の桜、菅公の梅（奥山景布子、中公文庫、2014年3月）